# Yauhquemecan
Yauhquemecan là một đô thị thuộc bang Tlaxcala, México. Năm 2005, dân số của đô thị này là 27860 người.